# بليك مكيفر إوينغ
بليك مكيفر إوينغ (بالإنجليزية: Blake McIver Ewing)‏ مواليد 27 مارس 1985 في لوس أنجلوس، هو ممثل أمريكي بدأ مسيرته الفنية سنة 1991.

## الأعمال

### مسلسلات
- فول هاوس (1992)
- المربية (1993) (بدور: روبي)
- تحسين المنزل (1993)
- الفسحة (1997)
- ذا درو كاري شو (2000) (بدور: وولفغانغ)
- هيا آرنولد! (2001)
- لؤي في الفضاء (2001)

## روابط خارجية
- بليك مكيفر إوينغ على موقع IMDb (الإنجليزية)
- بليك مكيفر إوينغ على موقع ميوزك برينز (الإنجليزية)
- بليك مكيفر إوينغ على موقع قاعدة بيانات الفيلم (الإنجليزية)